# Jean-Baptiste Ouédraogo
Jean-Baptiste Ouédraogo (ur. 30 czerwca 1942 w Kaya) – major, prezydent Górnej Wolty (obecnie Burkina Faso) od 1982 do 1983. Z wykształcenia lekarz.

## Życiorys
Ouédraogo wyznawał katolicyzm i pochodził z ludu Mossi. Studiował medycynę na Wybrzeżu Kości Słoniowej i Francji. Od 1976 do 1977 był ordynatorem oddziału dziecięcego szpitala w Wagadugu. Potem wyjechał do Miluzy i tam odbył specjalizację z pediatrii. Po powrocie z Francji został w lutym 1982 ordynatorem szpitala wojskowego w Wagadugu. Otrzymał stopień majora i zaangażował się w politykę.

## Rządy
7 listopada 1982 został obalony Saye Zerbo (który także przejął władzę w wyniku zamachu w 1980, odsuwając od władzy prezydenta Lemizanę). Ouédraogo został wówczas przewodniczącym rządzącej rady wojskowych (Tymczasowej Rady na rzecz Ocalenia Ludu – Conseil du Salut du Peuple) a od 26 listopada szefem państwa i rządu. W styczniu 1983 powierzył funkcję premiera Thomasowi Sankarze, którego – za sympatie libijskie – 17 maja zdymisjonował i czasowo kazał aresztować.
Pod koniec maja Ouédraogo zapowiedział wydanie nowej konstytucji i przeprowadzenie wyborów w ciągu trzech miesięcy. Rozwiązał też Radę Ocalenia Ludu. Jednakże 4 sierpnia 1983 został pozbawiony władzy w wyniku puczu, zorganizowanego przez przyszłego prezydenta Blaise Compaoré, z pomocą Libii. Następcą Ouédraogo został jego dawny podwładny a następnie przeciwnik – Thomas Sankara. Sam Sankara zginął w wyniku kolejnego zamachu stanu w 1987.

## Dalsze losy
Po utracie władzy Ouédraogo powrócił do zawodu lekarza. W 1992 założył klinikę Notre-Dame de la Paix w Wagadugu. W tej klinice zmarł w 2005 były prezydent Lemizana (obalony w 1980).